# Rhipidia (Rhipidia) subtesselata
Rhipidia (Rhipidia) subtesselata is een tweevleugelige uit de familie steltmuggen (Limoniidae). De soort komt voor in het Oriëntaals gebied.